# Ситник круглоплодий
Ситник круглоплодий, ситник кулястоплодий (Juncus sphaerocarpus) — вид рослин з родини ситникових (Juncaceae), поширений у Європі, Азії, Африці.

## Опис
Однорічна рослина 5–25 см. Стебла майже від основи розгалужені. Суцвіття розкидисто-волотисте, з тонкими і звивистими гілочками. Листочки оцвітини рівні, поступово загострені, широко біло-перетинчасті. Коробочка куляста, 2–2.5 мм завдовжки, коротша від оцвітини.

## Поширення
Поширений у Європі крім півночі, у західній і центральній Азії, північно-західній Африці, Ефіопії й Сомалі.
В Україні вид зростає на степових подах — на півдні Степу, зрідка.